# Острів Віри
О́стрів Ві́ри (рос. Остров Веры) — невеликий острів у затоці Петра Великого Японського моря. Знаходиться за 500 м на південь від материка, при вході до бухти Сивучої. Адміністративно належить до Хасанського району Приморського краю Росії.

## Географія
Острів має неправильну S-подібну форму. Довжина 350, ширина 140 м. Східний берег стрімкий та скелястий, західний, навпаки, низинний, утворений гальковими пляжами. На сході біля берега багато кекурів. На північ від острова, в бік материка, простягається підводна кам'яна гряда.